# Rajongemeinde Panevėžys
Die Rajongemeinde Panevėžys (litauisch Panevėžio rajono savivaldybė) ist eine der 60 litauischen Selbstverwaltungsgemeinden. Sie liegt im Bezirk Panevėžys und umschließt die Stadtgemeinde Panevėžys. Die Stadt Panevėžys ist auch Sitz der Rajongemeinde und zweier ihrer Amtsbezirke, von denen einer sogar auch den Namen Panevėžys trägt. Die Rajongemeinde hat 43 193 Einwohner und eine Fläche von 2179 km².

## Ortschaften
Die Gemeinde umfasst die Stadt Ramygala, 8 Städtchen (miesteliai) und 752 Dörfer (kaimai).
- Dembava – 2397 (Dorf)
- Jotainiai – 885 (Dorf)
- Krekenava – 2003 (Städtchen)
- Liūdynė – 762 (Dorf)
- Naujamiestis – 832 (Städtchen)
- Pažagieniai – 962 (Dorf)
- Piniava – 1158 (Dorf)
- Ramygala – 1733 (Stadt)
- Šilagalys – 626 (Dorf)
- Vaivadai – 752 (Dorf)
- Velžys – 1417 (Dorf)

## Amtsbezirke
- Karsakiškis – 3935
- Krekenava – 5112
- Miežiškiai – 2836
- Naujamiestis – 4443
- Paįstrys – 2619

Amtsbezirke der Rajongemeinde Panevėžys

- Panevėžys – 5951 (Sitz in der Stadt Panevėžys)
- Raguva – 1823
- Ramygala – Ramygala
- Smilgiai – 1979
- Upytė – 1562
- Vadokliai – 2200
- Velžio – 9262 (Sitz in der Stadt Panevėžys)